# Remi Van Vreckom
Remi Van Vreckom (* 1. April 1943 in Denderwindeke; † 5. Dezember 2000 ebenda) war ein belgischer Radrennfahrer.

## Sportliche Laufbahn
Van Vreckom (auch Remy Van Vreckom) war im Straßenradsport aktiv. Als Amateur bestritt er mit der Nationalmannschaft 1965 die Tour de l’Avenir.
Von 1964 bis 1970 war er Berufsfahrer, davon einige Jahre Domestik von Rik Van Looy. 1957 siegte er im Grote Prijs Beeckman-De Caluwé, 1968 bei Geraardsbergen–Viane, 1969 im Grote Prijs Raf Jonckheere. 1968 wurde er Zweiter bei den 4 Jours de Dunkerque hinter Jean Jourden, 1970 im Omloop Mandel. Dritter wurde er 1967 im Grote Prijs Jef Scherens, 1969 im Grand Prix Midi-Libre und im Omloop Mandel-Leie-Schelde Meulebeke. In der Tour de France 1968 wurde er 60. In den Rennen der Monumente des Radsports war der 21. Platz im Rennen Lüttich–Bastogne–Lüttich 1968 sein bestes Resultat.